# Entramado
Se llama entramado a una armazón de maderos que forma el cuerpo perpendicular, que sostiene una pared o un tabique.
Se compone de soleras, pies derechos, tornapuntas o aspas, puentes y carreras. Los entramados se distinguen por el grueso de los anchos de sus carreras, en
- entramado de tercia
- vigueta o sexma
- madero de a seis
- etc.

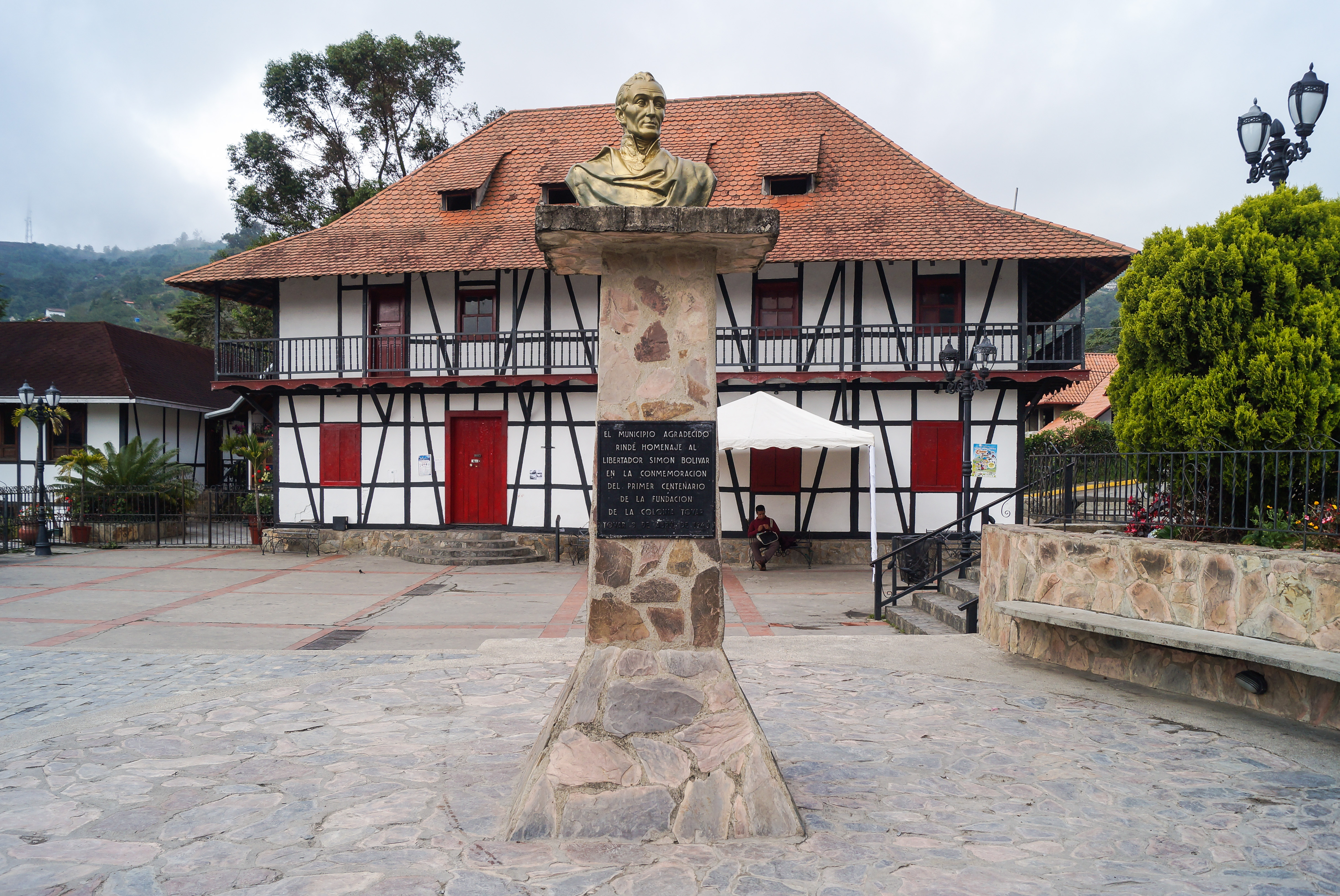
Escuela de la Colonia Tovar (Venezuela). Entramado de madera relleno con tierra.

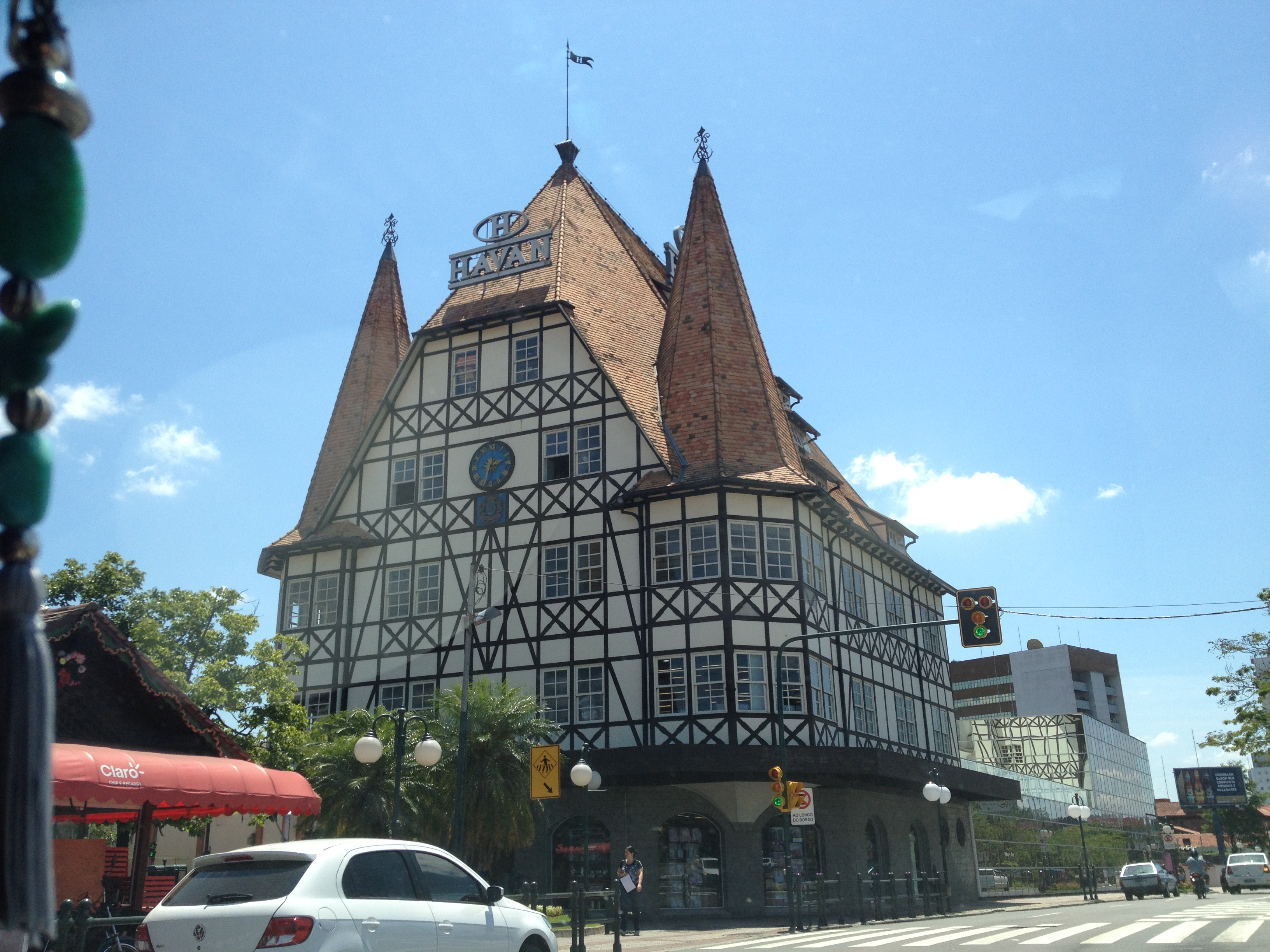
Haus Moellmann en Blumenau,Santa Catarina, Brasil

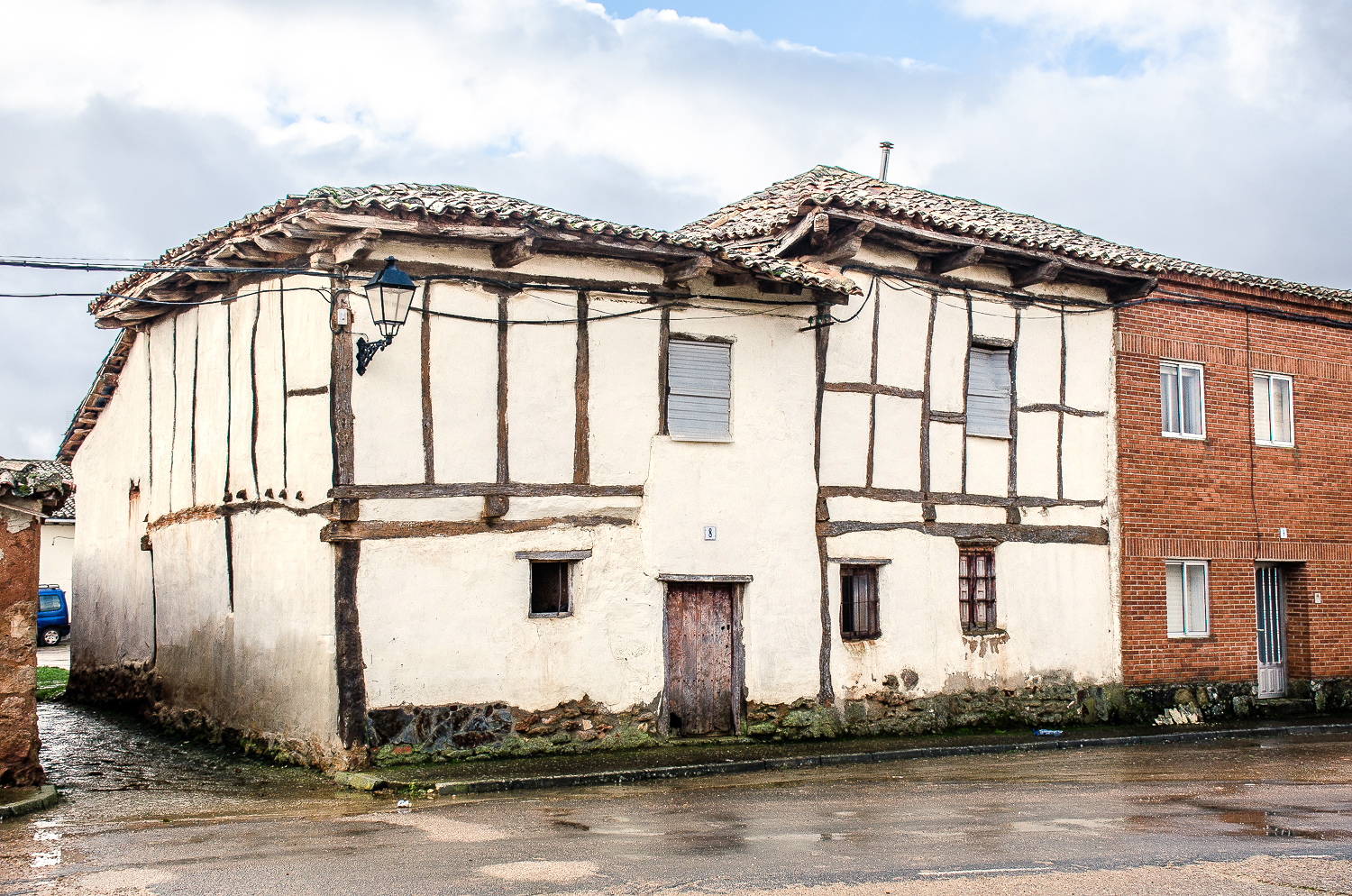
Casa con entramado. Arquitectura popular. Guadilla de Villamar (España).

Se llama entramado colgado cuando este solo se sostiene sin apoyar en los suelos por las aldabías que cargan en las paredes laterales.